# Yaroslava Shvédova
Yaroslava Viacheslávovna Shvédova (en ruso: Ярослава Вячеславовна Шведова; Moscú, Unión Soviética, 12 de septiembre de 1987) es una extenista profesional rusa nacionalizada kazaja. Su mejor posición en el ranking WTA en individuales fue el puesto 25.º, el 29 de octubre de 2012, y en dobles llegó a ser la 3.ª mejor situada el 22 de febrero de 2016. Ha ganado un título WTA en individuales y seis en dobles (cuatro de ellos con la estadounidense Vania King, entre estos, Wimbledon y el Abierto de Estados Unidos en 2010).
Durante Wimbledon 2012, en su encuentro por tercera ronda contra la italiana Sara Errani (Top Ten y finalista de Grand Slam) logró ganar el primer set sin ceder un solo punto, en el denominado golden set. La kazaja se impuso en los veinticuatro puntos que se jugaron en aquel primer parcial, que terminó 6-0 en tan solo quince minutos (luego el partido finalizaría 6-0, 6-4). Es la única jugadora en la historia de la WTA en conseguir algo semejante.

## Torneos de Grand Slam (2; 0+2)

### Dobles

#### Títulos (2)
| Año  | Torneo             | Pareja     | Oponentes en la final         | Resultado        |
| 2010 | Wimbledon          | Vania King | Yelena Vesnina Vera Zvonareva | 7-6(6), 6-2      |
| 2010 | Abierto de EE. UU. | Vania King | Liezel Huber Nadia Petrova    | 2-6, 6-4, 7-6(4) |

#### Finalista (3)
| Año  | Torneo             | Pareja          | Oponentes en la final                | Resultado           |
| 2011 | Abierto de EE. UU. | Vania King      | Liezel Huber Lisa Raymond            | 6-4, 6-7(5), 6-7(3) |
| 2015 | Roland Garros      | Casey Dellacqua | Bethanie Mattek-Sands Lucie Šafářová | 6-3, 4-6, 2-6       |
| 2015 | Abierto de EE. UU. | Casey Dellacqua | Martina Hingis Sania Mirza           | 3-6, 3-6            |
| 2016 | Wimbledon          | Tímea Babos     | Serena Williams Venus Williams       | 3-6, 4-6            |

### Dobles mixto

#### Finalista (1)
| Año  | Torneo        | Pareja        | Oponentes en la final             | Resultado           |
| 2010 | Roland Garros | Julian Knowle | Katarina Srebotnik Nenad Zimonjić | 6-4, 6-7(5,) [9-11] |

## Torneos WTA (14; 1+13)

### Individuales (1)
| Leyenda: Antes de 2009          | Leyenda: A partir de 2009 |
| ------------------------------- | ------------------------- |
| Grand Slam (0)                  |                           |
| Juegos Olímpicos (0)            |                           |
| WTA Tour Championships (0)      |                           |
| WTA Tournament of Champions (0) |                           |
| Tier I (0)                      | Premier Mandatory (0)     |
| Tier II (0)                     | Premier 5 (0)             |
| Tier III (1)                    | Premier (0)               |
| Tier IV & V (0)                 | International (0)         |

| N.º | Fecha                 | Torneo    | Superficie | Oponente en la final | Resultado |
| --- | --------------------- | --------- | ---------- | -------------------- | --------- |
| 1.  | 24 de febrero de 2007 | Bangalore | Dura       | Mara Santangelo      | 6-4, 6-4  |

#### Finalista (1)
| N.º | Fecha               | Torneo | Superficie    | Oponente en la final | Resultado   |
| --- | ------------------- | ------ | ------------- | -------------------- | ----------- |
| 1.  | 19 de abril de 2015 | Bogotá | Tierra batida | Teliana Pereira      | 6-7(2), 1-6 |

### Dobles (13)
| Leyenda: Antes de 2009     | Leyenda: A partir de 2009 |
| -------------------------- | ------------------------- |
| Grand Slam (2)             |                           |
| Juegos Olímpicos (0)       |                           |
| WTA Tour Championships (0) |                           |
| Tier I (0)                 | Premier Mandatory (1)     |
| Tier II (0)                | Premier 5 (1)             |
| Tier III (0)               | Premier (2)               |
| Tier IV & V (0)            | International (7)         |

| N.º | Fecha                    | Torneo             | Superficie    | Pareja              | Oponentes en la final                 | Resultado           |
| --- | ------------------------ | ------------------ | ------------- | ------------------- | ------------------------------------- | ------------------- |
| 1.  | 15 de febrero de 2009    | Pattaya City       | Dura          | Tamarine Tanasugarn | Yuliya Beygelzimer Vitalia Diatchenko | 6-3, 6-2            |
| 2.  | 3 de julio de 2010       | Wimbledon          | Hierba        | Vania King          | Yelena Vesnina Vera Zvonareva         | 7-6(6), 6-2         |
| 3.  | 13 de septiembre de 2010 | Abierto de EE. UU. | Dura          | Vania King          | Liezel Huber Nadia Petrova            | 2-6, 6-4, 7-6(4)    |
| 4.  | 31 de julio de 2011      | Washington         | Dura          | Sania Mirza         | Olga Govortsova Alla Kudryavtseva     | 6-3, 6-3            |
| 5.  | 20 de agosto de 2011     | Cincinnati         | Dura          | Vania King          | Natalie Grandin Vladimíra Uhlířová    | 6-4, 3-6, [11-9]    |
| 6.  | 22 de octubre de 2011    | Moscú              | Dura          | Vania King          | Anastasia Rodionova Galina Voskoboeva | 7-6(3), 6-3         |
| 7.  | 2 de marzo de 2013       | Florianópolis      | Dura          | Anabel Medina       | Anne Keothavong Valeria Savinykh      | 6-0, 6-4            |
| 8.  | 14 de septiembre de 2013 | Tashkent           | Dura          | Tímea Babos         | Olga Govortsova Mandy Minella         | 6-3, 6-3            |
| 9.  | 28 de febrero de 2014    | Florianópolis      | Dura          | Anabel Medina       | Francesca Schiavone Silvia Soler      | 7-6(1), 2-6, [10-3] |
| 10. | 6 de abril de 2014       | Charleston         | Tierra batida | Anabel Medina       | Hao-Ching Chan Yung-Jan Chan          | 7-6(4), 6-2         |
| 11. | 9 de mayo de 2015        | Madrid             | Tierra batida | Casey Dellacqua     | Garbiñe Muguruza Carla Suárez         | 6-3, 6-7(4), [10-5] |
| 12. | 18 de octubre de 2015    | Hong Kong          | Dura          | Alizé Cornet        | Lara Arruabarrena Andreja Klepač      | 7-5, 6-4            |
| 13. | 11 de junio de 2016      | 's-Hertogenbosch   | Hierba        | Oksana Kalashnikova | Xenia Knoll Aleksandra Krunić         | 6-1, 6-1            |

#### Finalista  (15)
| N.º | Fecha                    | Torneo           | Superficie    | Pareja            | Oponentes en la final                    | Resultado           |
| --- | ------------------------ | ---------------- | ------------- | ----------------- | ---------------------------------------- | ------------------- |
| 1.  | 17 de agosto de 2008     | Cincinnati       | Dura          | Su-Wei Hsieh      | María Kirilenko Nadia Petrova            | 3-6, 6-4, [8-10]    |
| 2.  | 11 de abril de 2010      | Marbella         | Tierra batida | Maria Kondratieva | Sara Errani Roberta Vinci                | 4-6, 2-6            |
| 3.  | 19 de junio de 2010      | 's-Hertogenbosch | Hierba        | Vania King        | Alla Kudryavtseva Anastasia Rodionova    | 6-3, 3-6, [6-10]    |
| 4.  | 15 de mayo de 2011       | Roma             | Tierra batida | Vania King        | Shuai Peng Jie Zheng                     | 2-6, 3-6            |
| 5.  | 11 de septiembre de 2011 | Abierto EE. UU.  | Dura          | Vania King        | Liezel Huber Lisa Raymond                | 6-4, 6-7(5), 6-7(3) |
| 6.  | 11 de octubre de 2011    | Osaka            | Dura          | Vania King        | Kimiko Date-Krumm Shuai Zhang            | 5-7, 6-3, [9-11]    |
| 7.  | 8 de abril de 2012       | Charleston       | Tierra batida | Anabel Medina     | Anastasiya Pavliuchenkova Lucie Šafářová | 7-5, 4-6, [6-10]    |
| 8.  | 5 de mayo de 2012        | Oeiras           | Tierra        | Galina Voskoboeva | Chia-Jung Chuang Shuai Zhang             | 4-6, 6-1, [11-9]    |
| 9.  | 5 de enero de 2013       | Auckland         | Dura          | Julia Görges      | Cara Black Anastasia Rodionova           | 6-2, 2-6, [5-10]    |
| 10. | 7 de junio de 2015       | Roland Garros    | Tierra batida | Casey Dellacqua   | Bethanie Mattek-Sands Lucie Šafářová     | 6-3, 4-6, 2-6       |
| 11. | 23 de agosto de 2015     | Cincinnati       | Dura          | Casey Dellacqua   | Hao-Ching Chan Yung-Jan Chan             | 5-7, 4-6            |
| 12. | 13 de septiembre de 2015 | Abierto EE. UU.  | Dura          | Casey Dellacqua   | Martina Hingis Sania Mirza               | 3-6, 3-6            |
| 13. | 3 de abril de 2016       | Miami            | Dura          | Tímea Babos       | Bethanie Mattek-Sands Lucie Šafářová     | 3-6, 4-6            |
| 14. | 9 de julio de 2016       | Wimbledon        | Hierba        | Tímea Babos       | Serena Williams Venus Williams           | 3-6, 4-6            |
| 15. | 18 de febrero de 2017    | Doha             | Dura          | Olga Savchuk      | Abigail Spears Katarina Srebotnik        | 3-6, 6-7(7)         |

## Títulos WTA 125s

### Individual (1)
| N.º | Fecha                   | Torneos | Superficie | Pareja      | Oponente         |
| --- | ----------------------- | ------- | ---------- | ----------- | ---------------- |
| 1.  | 15 de noviembre de 2015 | Hua Hin | Dura       | Naomi Osaka | 6–4, 6–7(8), 6–4 |